# Guinée aux Jeux africains de 2019
La Guinée a participé aux Jeux africains de 2019 qui se sont déroulés du 19 au 31 août 2019 à Rabat, au Maroc. Au total, deux médailles de bronze ont été remportées et le pays a terminé à la 38e place du tableau des médailles, partagé avec le Bénin et le Togo .

## Médaillés
| Médaille           | Nom                    | Sport | Épreuve                     | Date    |
| ------------------ | ---------------------- | ----- | --------------------------- | ------- |
| Médaille de bronze | Fatoumata Yarie Camara | Lutte | Lutte libre féminine -62 kg | 29 août |

## Athlétisme
Trois athlètes représentaient la Guinée en athlétisme.
Aboubabacar Barry a participé à l'épreuve du 100 mètres masculin et il a terminé à la 45e place.
Barry et Cheick Aboubacar Camara ont également participé à l'épreuve masculine du 200 mètres et ils ont terminé respectivement 41e et 46e.
Makoura Keita participé à l'épreuve du 100 mètres féminin et elle a terminé à la 39e place dans les manches,

## Badminton
Amadou Bah a concouru en simple messieurs et Kadiatou Balde a concouru en simple dames. Ils ont tous les deux été éliminés au premier tour.

## Boxe
Mamadou Keita (52 kg hommes) et Alseny Sylla (63 kg hommes) ont concouru en boxe.

## Cyclisme
Abdoulaye Bangoura et Ibrahima Sory Sylla ont représenté la Guinée en cyclisme. Ils ont tous deux participé au contre-la-montre individuel hommes (cyclisme sur route) et à la course sur route hommes.

## Handball
L'équipe nationale de handball de Guinée et l' équipe nationale féminine de handball ont toutes deux concouru en handball aux Jeux africains de 2019,.
Dans le tournoi masculin, l'équipe a terminé à la 7e place et dans le tournoi féminin, l'équipe a terminé à la 4e place.

## Judo
Deux athlètes étaient inscrits pour participer à leurs épreuves, mais ils n'ont pas participé à leurs épreuves.

## Lutte
Trois athlètes ont représenté la Guinée en lutte,.
Légende:
- VT – Victoire par chute.
- PP – Décision aux points – le perdant avec des points techniques.
- PO – Decision aux points – le perdant sans points techniques.
- ST – Grande supériorité – le perdant sans points techniques et une marge pour le gagnant d'au moins 8 (lutte gréco-romaine) ou 10 points (lutte libre).
- SP – Supériorité technique – le perdant avec points techniques et une marge pour le gagnant d'au moins 8 (lutte gréco-romaine) ou 10 points (lutte libre).
- IN - Victoire par blessure - le perdant est blessé avant ou durant un combat.

Lutte libre hommes
| Athlète                | Épreuve | Qualification           | Quarts de finale    | Demi-finales        | Repêchage 1         | Finale / BM         | Finale / BM |
| Athlète                | Épreuve | Adversaire Résultat     | Adversaire Résultat | Adversaire Résultat | Adversaire Résultat | Adversaire Résultat | Classement  |
| ---------------------- | ------- | ----------------------- | ------------------- | ------------------- | ------------------- | ------------------- | ----------- |
| Mohamed Ismaele Camara | −57 kg  | D Fafé (GBS) L 0–12 VT  | -                   | -                   | -                   | -                   | 13          |
| Mohamed Saliou Camara  | −97 kg  | M Fardj (ALG) L 0–10 ST | -                   | -                   | -                   | -                   | 10          |

Lutte libre féminine
| Athlète                | Épreuve | Phase de groupes                                                      | Phase de groupes | Demi-finales               | Finale / BM                         | Finale / BM        |
| Athlète                | Épreuve | Adversaire Résultat                                                   | Classement       | Adversaire Résultat        | Adversaire Résultat                 | Classement         |
| ---------------------- | ------- | --------------------------------------------------------------------- | ---------------- | -------------------------- | ----------------------------------- | ------------------ |
| Fatoumata Yarie Camara | −62 kg  | Groupe B S. Goudiaby (SEN): W 10–0 ST B. Etane Ngolle (CMR): L 1–2 PP | 2                | A. Adeniyi (NGA) L 0–10 ST | A. Elsebaee Ibrahim (EGY) W 10–0 ST | Médaille de bronze |

## Natation
Mamadou Tahirou Bah et Mariama Lamarana Touré ont représenté la Guinée en natation,,.
Bah a participé aux épreuves masculines de 50 mètres nage libre et de 100 mètres nage libre hommes.
Touré a participé au 50 mètres brasse féminin et au 50 mètres nage libre féminin.

## Taekwondo
Deux athlètes ont participé aux épreuves de taekwondo.

## Tennis
Alpha Diallo et Mamadouba Makadji ont participé au tennis en simple hommes. Tous deux ont été éliminés lors de leur premier match.

## Tennis de table
La Guinée a participé aux épreuves de tennis de table.
Maret Camara a participé à l'épreuve du simple hommes. Il a remporté son premier match contre le Mauritanien El Moctar Ahmed Salem et a perdu son match suivant contre le Congolais Saheed Idowu.
Fatou Bangoura a participé à l' épreuve du simple dames . Elle a perdu son seul match contre la Congolaise Sabrina Mazombo.

## Tir à l'arc
Mohamed Diao et Fatoumata Sylla ont représenté la Guinée au tir à l'arc. Diao a concouru dans l'épreuve individuelle masculine d'arc classique et Sylla a participé à l'épreuve individuelle féminine d'arc classique. Ensemble, ils ont participé à l'épreuve d'arc classique par équipes mixtes.